# Fem år på Mars
Fem år på Mars är den svenska version av dokumentären Five Years on Mars med svensk berättaröst där man får veta hur det gått med Nasas utforskning av Mars och vad de två mobila forskningsrobotarna Spirit och Opportunity skickat hem under loppet av fem år. I den engelska versionen görs berätterrösten av Lance Lewman.